# تابان ماتي
تابان ماتي (12 سبتمبر 1984 بكلكتا في الهند - ) هو لاعب كرة قدم هندي في مركز الوسط. لعب مع United SC ‏ وONGC FC ‏ ونادي محمدان ونادي مدينة بونه لكرة القدم وBharat FC ‏ وSouthern Samity ‏.

## وصلات خارجية
- تابان ماتي على موقع قاعدة بيانات كرة القدم.إي يو (الإنجليزية)
- تابان ماتي على موقع Soccerway.com (الإنجليزية)